# هارون أبيندانغويه
هارون أبيندانغويه (بالفرنسية: Aaron Appindangoyé)‏ (مواليد 20 فبراير 1992) هو لاعب كرة قدم غابوني في مركز الدفاع.

## روابط خارجية
- هارون أبيندانغويه على موقع اتحاد تركيا (لاعب) (الإنجليزية)
- هارون أبيندانغويه على موقع قاعدة بيانات كرة القدم.إي يو (الإنجليزية)
- هارون أبيندانغويه على موقع ناشيونال فوتبول تيمز (الإنجليزية)
- هارون أبيندانغويه على موقع Soccerway.com (الإنجليزية)
- هارون أبيندانغويه على موقع عالم كرة القدم.نت (الإنجليزية)
- هارون أبيندانغويه على موقع AS.com (الإسبانية)
- هارون أبيندانغويه على موقع GSA (الإنجليزية)